# Alexandra Smirnoff

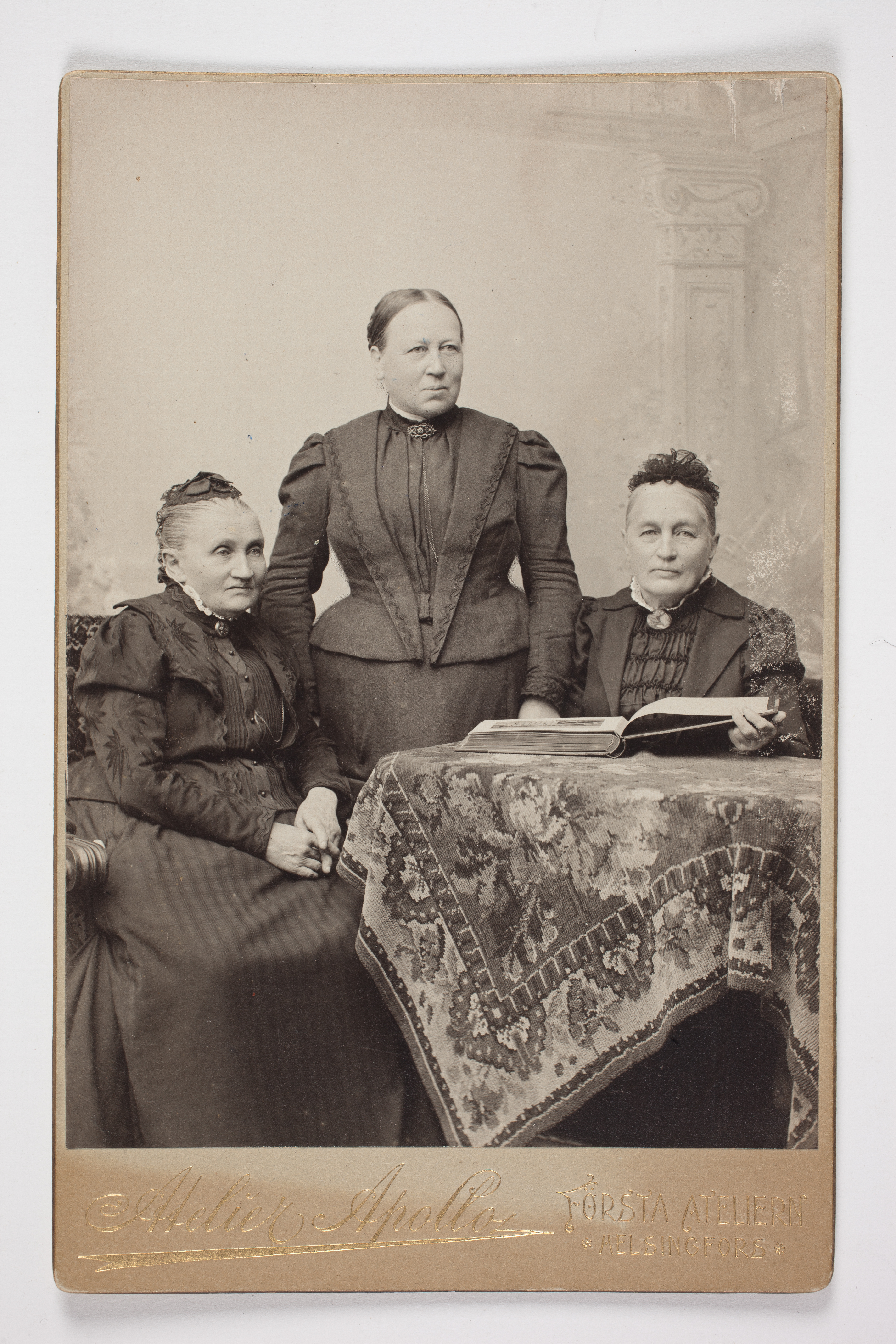
Augusta och Jetta Nyberg, stående Alexandra Smirnoff.

Alexandra Smirnoff, född 6 maj 1838 i Vasa, död 25 september 1913 i Helsingfors, var en finlandssvensk forskare, pomolog. Hennes forskning om fruktodling anses ha haft stor betydelse för ämnet i det dåtida Skandinavien. Smirnoff är den enda pomolog som gjort avgörande forskning inom fruktodling i både Finland och Sverige, samt den enda kvinnan bland de mera framstående pomologerna i Europa. Hon gick i lära hos den svenske pomologins grundare, Olof Eneroth. 
Smirnoff arbetade bland annat med att jämföra olika frukt- och bärsorter med varandra, t.ex. gällande härdighet, skörd och sjukdomsresistens. Hennes första publikation innehöll en jämförande undersökning av 40 jordgubbssorter som odlats i trädgården på Esbo gård.